# Grădinărit
Grădinăritul reprezintă activitatea de cultivare a unor plante ornamentale sau nu în spații special amenajate (grădini). Grădinăritul poate fi realizat de amatori sau grădinari profesioniști. Arhitectura peisagistică este o meserie înrudită cu grădinarul a cărei activitate constă în designul grădinilor și spațiilor verzi publice sau private.
În Nomenclatorul CAEN (Clasificarea activităților din economia națională), în secțiunea "Agricultură, vânătoare, silvicultură", la codul 0141 sunt prevăzute Activități de servicii anexe agriculturii; grădinărit peisagistic (arhitectură peisageră).